# Nils Silfverskiöld
Nils Otto Silfverskiöld (Göteborg, 1888. január 3. – Stockholm, 1957. augusztus 18.) olimpiai bajnok svéd tornász.
Részt vett az 1912. évi nyári olimpiai játékokon, és tornában a svéd rendszerű csapat összetettben aranyérmes lett.
Klubcsapata a Upsala GF volt.